# Hypomyces lateritius
Espèce
Synonymes
- Byssonectria lateritia (Fr.) Petch, 1937[2]
- Hypocrea floccosa Fr.[2]
- Hypocrea lateritia (Fr.) Fr.[2]
- Hypocrea lateritia (Fr.) Sacc.[2]
- Hypomyces floccosus (Fr.) Sacc.[2]
- Peckiella deformans (Fr.) R.Maire[2]
- Peckiella lateritia (Fr.) Maire, 1906[2]
- Sphaeria lateritia Fr., 1823[2]

Hypomyces lateritius, est une espèce de champignons Ascomycètes de la famille des Hypocreacés. Ce champignon est un mycoparasite cosmopolite qui infecte principalement les Lactaires du groupe deliciosus.

## Description
Hypomyces lateritius enrobe les champignons infectés d'une couche externe dure, nommée subiculum qui prolonge la durée de vie du champignon hôte et laisse ainsi suffisamment de temps au mycoparasite pour développer ses propres corps fructifères. Une infection par H. lateritius est reconnaissable extérieurement par une suppression complète du développement des lamelles et par la présence d'une couche d'hyphes dans l'hyménium colorée de blanc crème, jaunissant puis brunissant d'un brun rougeâtre avec l'âge. Des points régulièrement répartis y sont visibles à l'œil nu. Ce sont des périthèces, enfoncés dans le subiculum, de sorte que seule leur pore est visible. Ils atteignent 300 à 470 µm de long pour 170 à 360 µm de large et sont jaune-brun à brun franc,. 
Le subiculum ne réagit pas à l'hydroxyde de potassium, contrairement aux péricèthes qui jaunissent en sa présence. L'infection s'étend également aux ectomycorhizes de l'espèce hôte, Les spores de cette espèce sont non cloisonnées et mesurent de 15 à 25 μm de long pour 4 à 5 μm de large.

## Biologie
Hypomyces lateritius est un mycoparasite qui infecte principalement les Lactaires proches du groupe Deliciosini dont Lactarius deliciosus, L. detterimus, L. vinosus, L. salmonicolor et L. sanguifluus. D'autres espèces sont également impactées, à savoir L. camphoratus, L. controversus, L. chelidonium, L. rufus, L. thejogalus, L. trivialis, L. piperatus, L. uvidus, L. camphoratus, L. vellereus et L. volemus,.
Hypomyces lateritius représente la forme sexuée (téléomorphe) de l'espèce. Sa forme asexuée (anamorphe) est nommée Acremonium tulasnei G.R.W.Arnold, 1971.

## Confusions possibles
Hypomyces lithuanicus est une espèce similaire qui a pour hôtes L. torminosus et L. pubescens. Hypomyces viridis est une espèce parasite de Lactaires et de Russules qui se distingue par ses périthèces verdâtres remplaçant l'hyménium et ses spores plus grandes mesurant de 27 à 45 μm de long pour 5 à 6 μm de large.

## Distribution
Décrite depuis la Suède, cette espèce est largement cosmopolite. Elle est présente au Canada (Colombie britannique, Nouvelle Écosse, Ontario, Québec), dans la majeure partie des USA, au Mexique, en Nouvelle Zélande, en Autriche, Belgique, ancienne Tchécoslovaquie, au Danemark, en Angleterre, Finlande, France, Allemagne, Italie, Norvège et Russie. 
Cependant, cette espèce semble être un complexe d'espèces cryptiques, ce qui remettrait en question sa distribution.

## Comestibilité
La présence d'Hypomyces lateritius ne semble pas nuire à la comestibilité des champignons parasités et est parfois recherché pour sa texture croquante bien qu'il ne soit pas aussi apprécié que son congénère Nord-Américain Hypomyces lactifluorum.

Comparaison entre un Lactaire délicieux sain et parasité
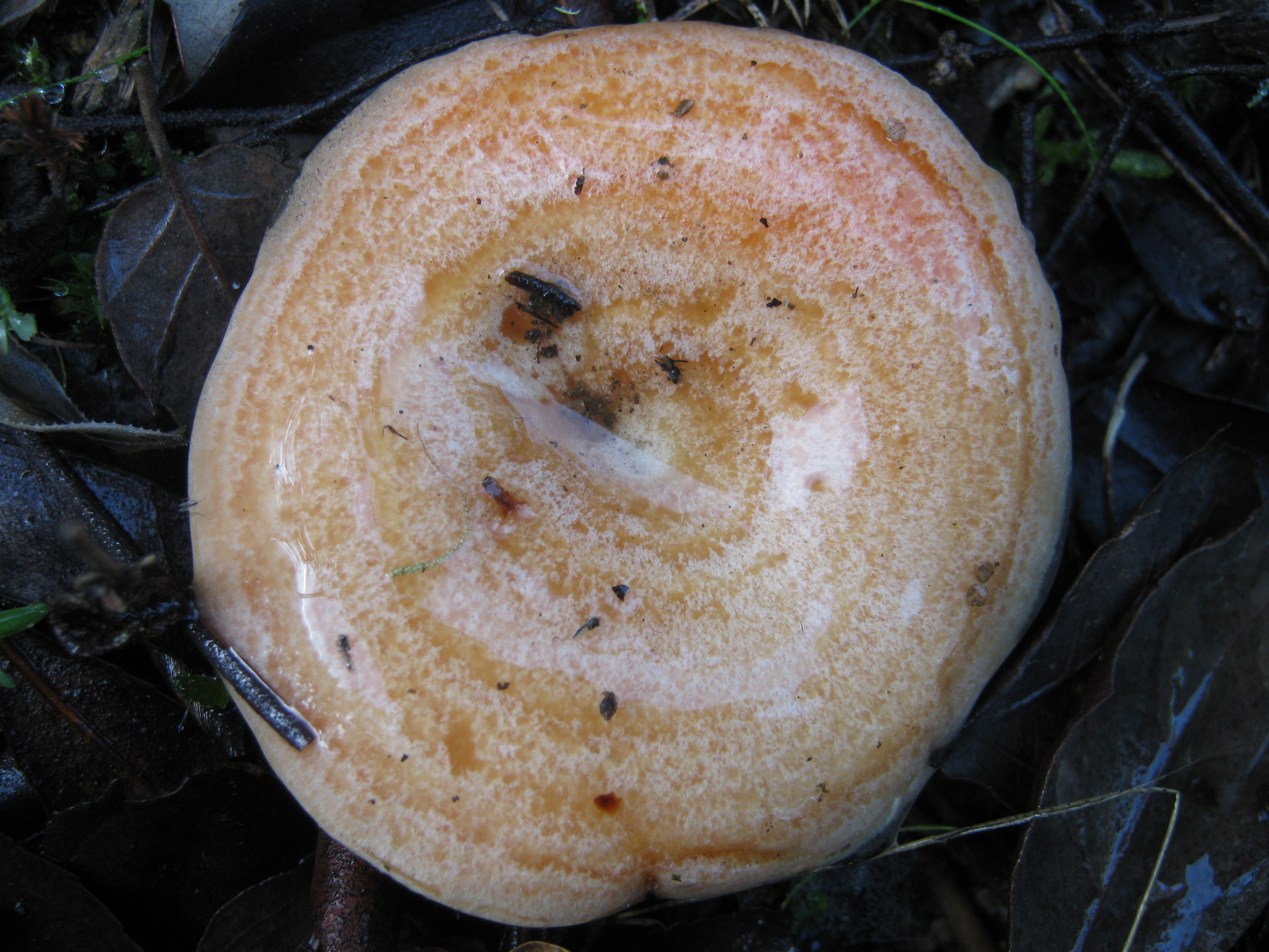
Chapeau sain
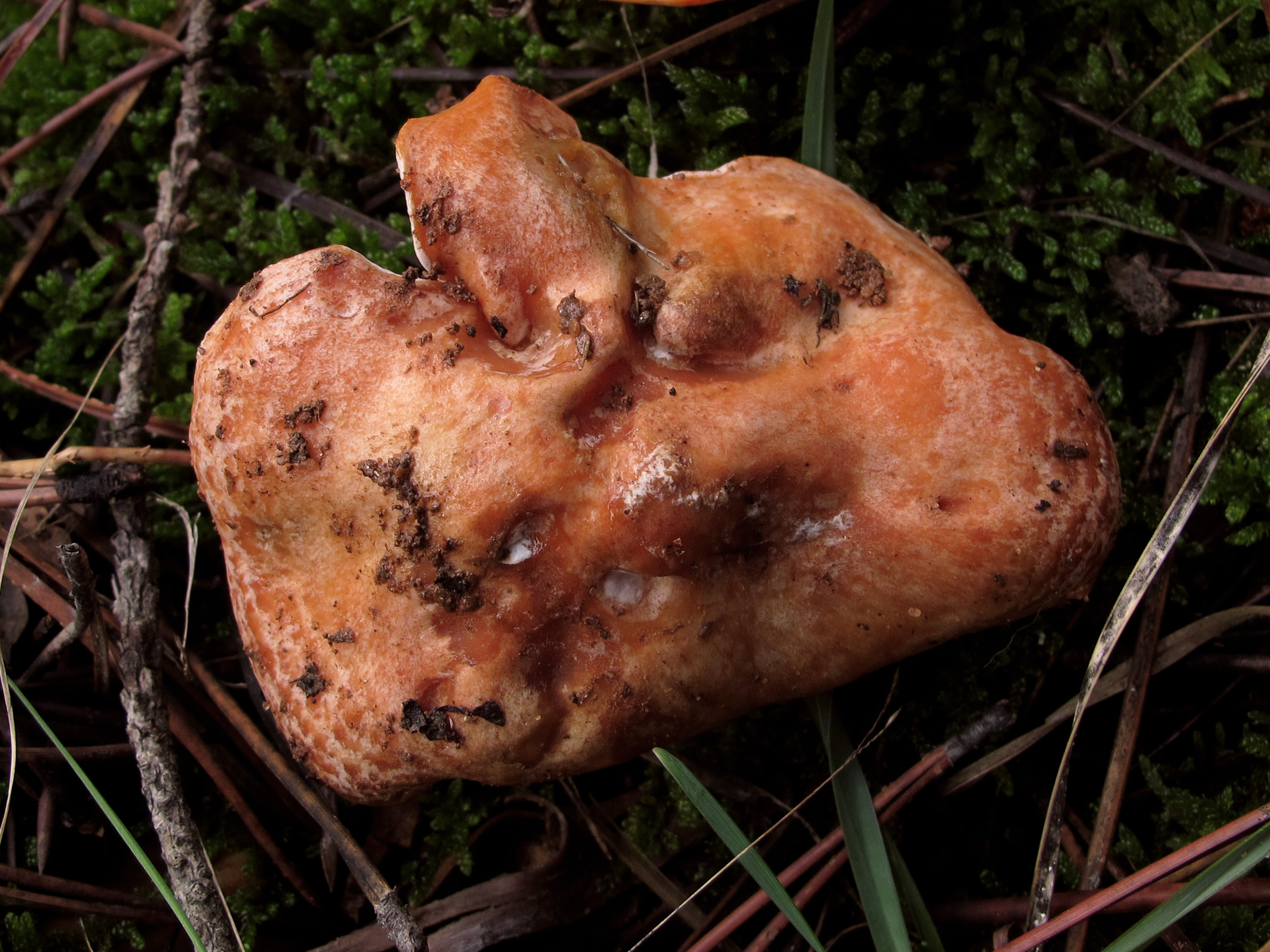
Chapeau déformé par la présence d'H. lateritius
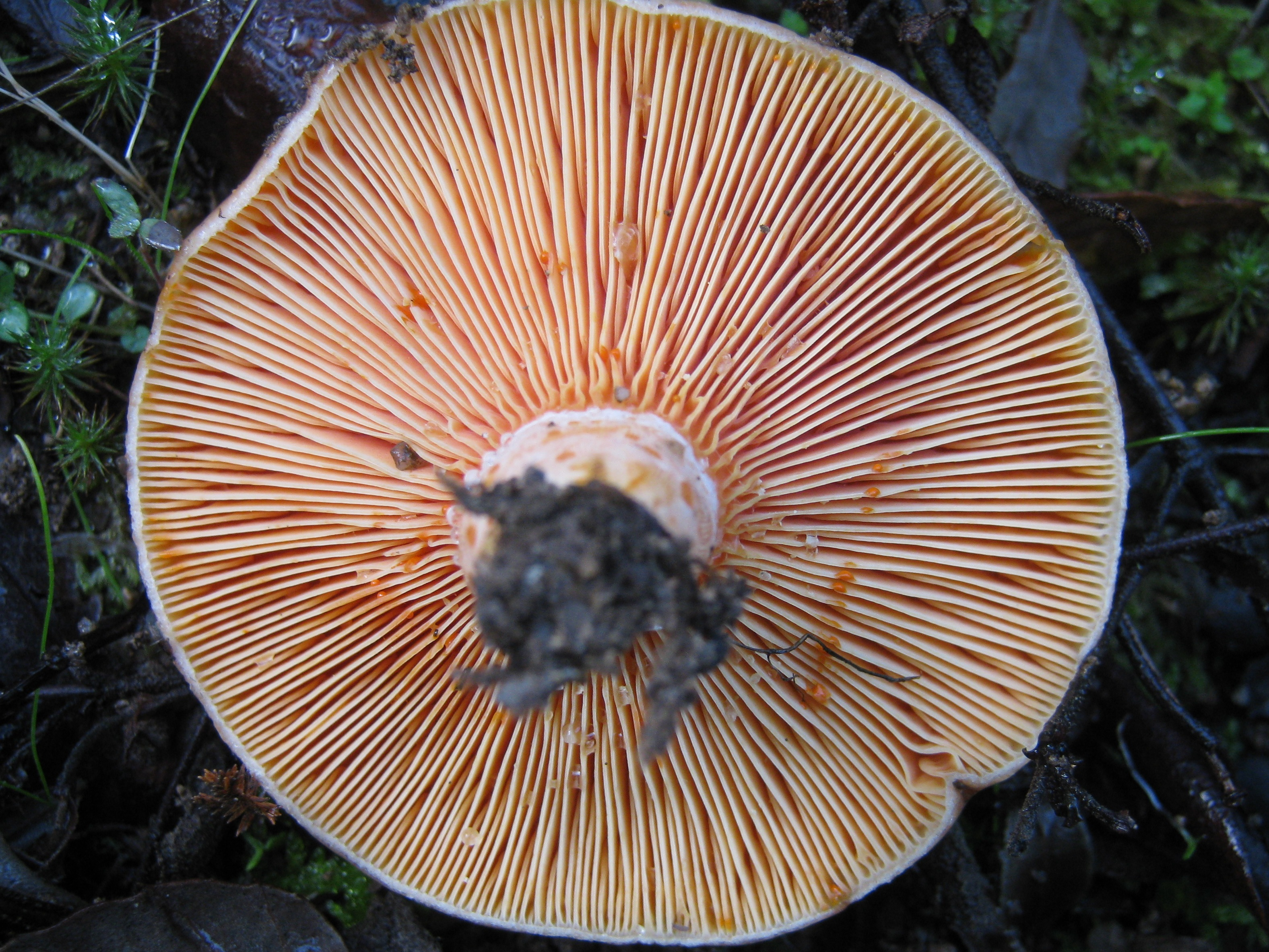
Hyménium sain
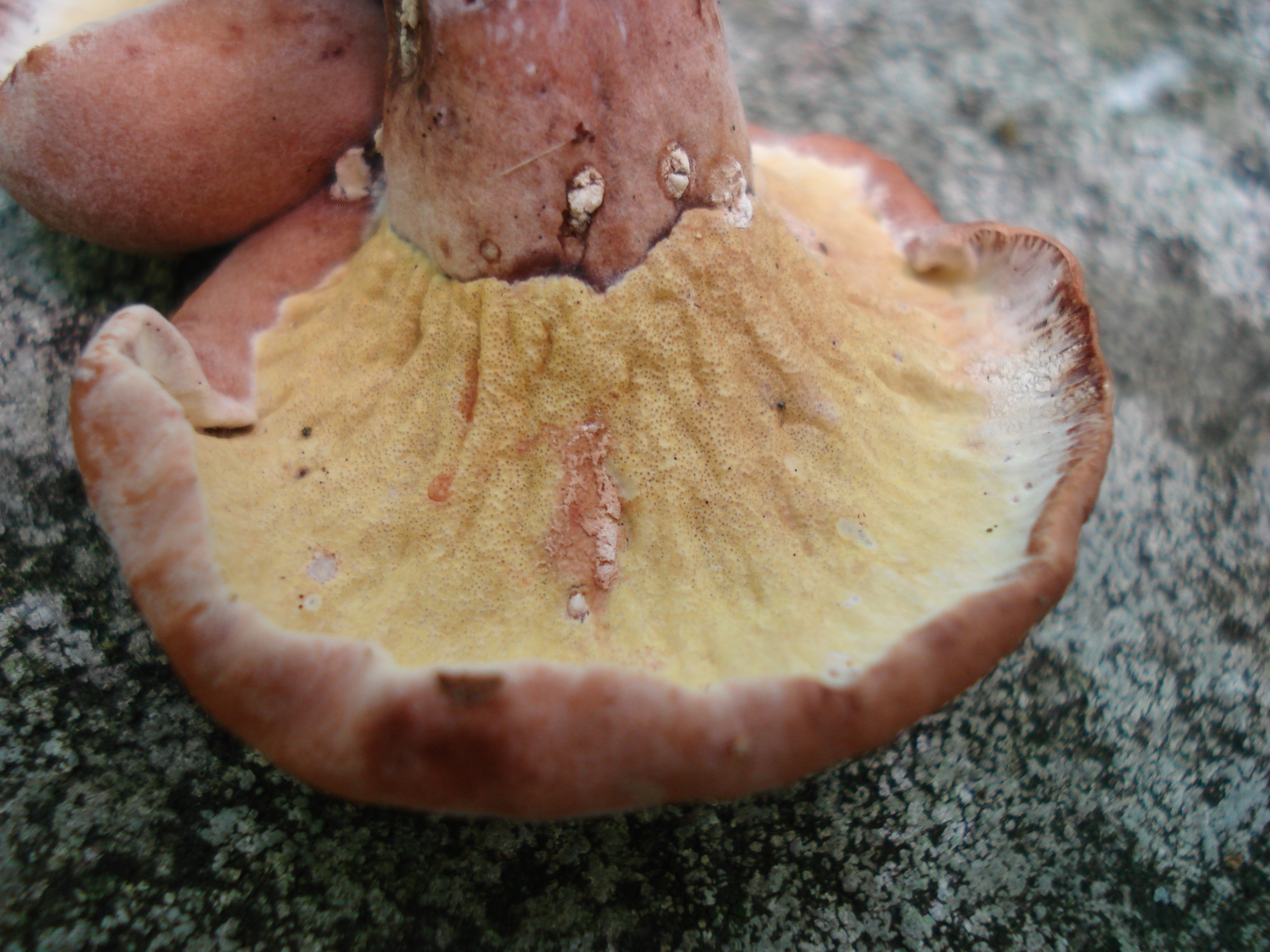
Hyménium envahi par la fructification d'H. lateritius